# 宮内一
宮内 一（みやうち はじめ、1976年1月12日 - ）は神奈川県出身のギタリスト、ボーカリスト、作曲家。

## 概要
1999年にBLACKPEARLで活動開始し、インディーズより二枚のアルバムをリリース。解散後に、宮内自身がボーカルとギター担当するYOUNG&WASTED結成し、「FREEWAY」を制作。
その側でソロ名義の「STARS&MOON」「SO WHAT?」をインディーズよりリリースする。
ボーカルにHAZEをむかえBUZZLIP結成。リーダーとして活動。デンジャラス・トイズ、Bang Tangoなどのオープニングアクトで活動を経て2003年にミニアルバム「BUZZLIP」でメジャー・デビューする。その後、アニメ主題歌最遊記RELOADのシングル「Wild Rock」、2004年にフルアルバム「Wild Rock」をリリースし、その後解散となる。現在は個人ギタリストとして活動中。

## 主な参加アーティスト
- 大満月（ライブサポート）
- 愛内里菜（ライブサポート、MV「薔薇が咲く 薔薇が散る」「STORY/SUMMER LIGHT」他）
- 上木彩矢（ライブサポート）
- Kyohei Kaneko（レコーディング「Rise」）
- 北原愛子（レコーディング　「もう一度 君に恋している」他）
- 宇浦冴香（MV「Sha la la -アヤカシNIGHT-」他）